# Orthostixis
Orthostixis là một chi bướm đêm thuộc họ Geometridae.

## Các loài
- Orthostixis amanensis
- Orthostixis calcularia
- Orthostixis cinerea
- Orthostixis cribraria
- Orthostixis cribrata
- Orthostixis impura
- Orthostixis laetata
- Orthostixis opisodisticha